# Azienda aeronautica
L'azienda aeronautica è stata nel tempo, una fabbrica che con la tecnologia specialistica dell'epoca, progettava, sperimentava e produceva aeromobili. L'industria Aerospaziale è un'azienda moderna che con l'applicazione dei principi di fisica, scienza dei materiali e di altre discipline collegate, progetta aeromobili e veicoli spaziali. Lo sviluppo dei primi è affidato all'ingegneria aeronautica, lo sviluppo dei secondi è affidato all'ingegneria aerospaziale.